# デオキシシチジン一リン酸
デオキシシチジン一リン酸(Deoxycytidine monophosphate、dCMP)は、
デオキシヌクレオチドであり、DNAを構成する4種類のモノマーのうちの1つである。DNAの二重らせんでは、デオキシグアノシン一リン酸と塩基対を形成する。